# Evangelisches Gymnasium Siegen-Weidenau
Das Evangelische Gymnasium Siegen-Weidenau (kurz evau) ist ein seit 1964 bestehendes, im Siegener Stadtteil Weidenau gelegenes privates Gymnasium, das in der Trägerschaft des Evangelischen Kirchenkreises Siegen steht.

## Geschichte
Gegründet wurde die Schule 1964. In jenem Jahr fand am 11. April die Eröffnung der Schule statt. Träger waren der Kirchenkreis Siegen und der damalige Kreis Siegen (heute Kreis Siegen-Wittgenstein). Sie war für etwa 600 Schüler konzipiert und besitzt 40 Unterrichtsräume, Fachräume für Biologie, Physik, Chemie, Informatik, Musik, Kunst und Erdkunde. Dazu kommen zwei große Räume, die als Versammlungsraum zusammengelegt werden können, ein Fahrschülerraum, ein Besprechungszimmer, ein Raum für die Schülervertretung und die Schülerbücherei. Das ehemalige Wohnhaus des Schuldirektors, ein scherzhaft als Villa bezeichneter Bungalow auf dem Schulgelände, beherbergt heute ein Schülercafé, einen Andachtsraum und das Zimmer der Schülerzeitung. Außerdem stehen eine Sporthalle mit Gymnastikhalle, eine Außensportanlage sowie zwei Schulhöfe zur Verfügung.
Der Ausbau der Schule durch ein Selbstlernzentrum und eine weitere Bibliothek wurde 2011 vorgenommen.
2023 hatte die Schule etwa  760 Schüler.

## Zusammenarbeit
Das Evangelische Gymnasium Siegen-Weidenau ist ein staatlich anerkanntes Gymnasium und bietet alle Abschlüsse der Sekundarstufe I und II an.
Die Schule kooperiert mit der  Kirchengemeinde Weidenau, den Schulreferaten des Kirchenkreises Siegen-Wittgenstein und der Landeskirche Bielefeld, dem Comenius-Institut der EKD, dem Evangelische Schulbund Nord sowie der Arbeitsgemeinschaft Evangelischer Schulbünde.

### Partnerschaften
Schulpartnerschaften mit Schüleraustausch bestehen mit
- Collège Thérèse d’Avila in der Stadt Lille (Frankreich)
- Clacton-on-Sea an der englischen Ostküste
- St. Croix Lutheran High School in St. Paul (Bundesstaat Minnesota)
- 5. Lyzeum in Danzig in Polen
- Pardess Hanna (PH) Agriculture High-School und Ramot Hefer (RH)High-School in Israel.

## Besonderheiten
- Der Prophet, die Schülerzeitung des Gymnasiums, wurde Sieger in der Kategorie Layout beim Schülerzeitungswettbewerb 2002/3 des Spiegel.[7]
- Das Evangelische Gymnasium Siegen-Weidenau ist Mitglied der Initiative Schule ohne Rassismus mit der Patin Annette Kurschus[8] und setzt sich gegen Rassismus mit einem „Tag gegen Rechts“ ein.[9]
- Die Schule nahm auf der Kirchenmeile des NRW-Tag 2010 in Siegen mit einem eigenen Stand teil.[10]

## Persönlichkeiten

### Lehrer
- Burkhard Jung (*  1958), Politiker (SPD)

### Schüler
- Maren Schellenberg (* 1962), Politikerin (SPD), Abitur 1981[11]
- Maike Richter (* 1964), zweite Ehefrau von Helmut Kohl[12]
- Dieter Falk (*  1959), Musiker und Komponist
- Dirk Metz (* 1957), Kommunikationsberater und ehemaliger Politiker (CDU)
- Stephan J. Kramer (*  1968), Politiker und politischer Beamter (SPD)
- Annette Kurschus (* 1963), ehem. Superintendentin des Kirchenkreises Siegen und ehem. Präses der ev. Kirche von Westfalen
- Jana Puglierin (* 1978), Politikwissenschaftlerin und Leiterin ECFR Berlin
- Sebastian Kolb (* 1983), Schauspieler